# Pałac w Kuryłówce
Pałac w Kuryłówce – obiekt wybudowany w XIX w. w stylu klasycystycznym przez Dionizego Iwanowskiego lub jego ojca.

## Opis
Dionizy Iwanowski herbu Łodzia ożenił się z Felicją Prawdzic Zaleską, z którą miał dwie córki: Konstancję (1821–1880) i Józefę (zm. 1858). Józefa wyszła za mąż za Aleksandra Stanisława Orłowskiego (1817–1893), z którym miała syna Adama. Adam Orłowski był właścicielem pałacu pod koniec XIX w. Pałac znany jest tylko z rysunków Napoleona Ordy.